# Олух-Шумшеваши
О́лух-Шумше́ваши (чув. Улăх Шĕмшеш) — деревня в Аликовском муниципальном округе Чувашской Республики. Входила в состав Шумшевашского сельского поселения до его упразднения в 2022 году.

## География
Олух-Шумшеваши расположено западнее административного центра Аликово Аликовского района Чувашии на 13 км.

## Демография
| 2010 | 2012 |
| ---- | ---- |
| 49   | ↗60  |

## История
В Казанской губернии деревня относилась к Шуматовской волости Ядринского уезда.

## Люди, связанные с деревней
- Казаков, Борис Владимирович — прапорщик милиции (26.03.1972 Олух-Шумшеваши — 05.04.1998 Кизляр), за мужество и отвагу, проявленные при выполнении специального задания, награждён орденом Мужества (посмертно).